# So volare
So volare è un singolo discografico della cantautrice italiana Ivana Spagna pubblicato nel dicembre del 1998 e distribuito da Sony Music Entertainment (Italy) S.p.A.

## I brani
So volare è una canzone incisa da Ivana Spagna e scritta, composta ed eseguita da David Rhodes. Il testo è stato adattato in italiano da Bruno Tognolini ma largamente modificato da Ivana Spagna, il ritornello è quello che è rimasto più simile al primo adattamento. La canzone è l'ultima traccia dell'album La gabbianella e il gatto e accompagnava le scene finali del film omonimo.
David Rhodes è stato aiutato nella registrazione da Richard Evans, Graham Henderson, John Giblin e Dave Power. La canzone, oltre alla lingua inglese e italiana, è stata tradotta in tedesco con il titolo Ich Kann Fliegen ed eseguita da Barbi Schiller.
La seconda canzone del singolo è Mamma Teresa brano scritto e composto da Marcello Marrocchi e dedicato a Madre Teresa di Calcutta. Il brano è stato pubblicato solo su questo singolo ed è stato presentato in anteprima mondiale a Una madre di nome Teresa su Canale 5.
Il singolo è stato venduto in allegato alla ristampa natalizia del disco E che mai sarà - Le mie più belle canzoni. Oltre a questa versione del singolo esiste una versione promozionale che contiene soltanto So volare e un 45 giri anche questo promozionale.

## Tracce
CD singolo (prima versione) Epic EPC – 4895969
1. So volare – 5:20 (testo: David Rhodes[7], Bruno Tognolini e Ivana Spagna – musica: David Rhodes; edizioni musicali Real World Music Ltd)
2. Mamma Teresa – 4:27 (Marcello Marrocchi; edizioni musicali Sony Music Entertainment (Italy))

Durata totale: 9:47
CD singolo (seconda versione) Sony Music – SAMPCS 6293, Sony Music – 37-006293-17
1. So volare (Radio edit) (testo: David Rhodes[7], Bruno Tognolini e Ivana Spagna – musica: David Rhodes; edizioni musicali Real World Music Ltd)

Durata totale: 0:00

## Produzione e formazione dei brani

### So volare
- David Rhodes – Chitarra elettrica, chitarra acustica, chitarra classica
- Richard Evans – Registrazione e mixaggio presso Real World Studios, whistle e flauto
- Graham Henderson – Fisarmonica
- John Giblin – Basso
- Dave Power – Batteria
- Theo Spagna – Registrazione e mixaggio

## Esibizioni dal vivo
So volare e Mamma Teresa sono state cantate dal vivo nei seguenti programmi televisivi:
1998
- Una madre di nome Teresa: Mamma Teresa - canzone insieme ad altri artisti (8 settembre)
- La festa del disco: Mamma Teresa - Canto di Kengah - So volare (3 e 23 dicembre)
- Maurizio Costanzo Show: So volare (7 dicembre)
- L'albero delle stelle: Il cerchio della vita - So volare (12 dicembre)
- Tappeto volante: E che mai sarà - So volare - Mamma Teresa - intervista (15 dicembre)
- Stelle di Natale: Gente come noi - So volare - intervista (25 e 26 dicembre)